# CA Saint-Louis
El CA Saint-Louis es un equipo de fútbol de Nueva Caledonia que juega en la Superliga de Nueva Caledonia, la primera división nacional.

## Historia
Fue fundado en el año 1953 en la capital Numea y su mejor época ha sido la de los años 1980 donde llegó a ganar la Superliga de Nueva Caledonia en tres ocasiones, además de ser el primer club de Nueva Caledonia en participar en la que se conoce actualmente como la Liga de Campeones de la OFC en su primera edición en 1987, donde no pudo superar la ronda de clasificación al ser eliminado por el Rangers Honiara de Islas Salomón.
Además también ha sido campeón de copa en seis ocasiones, la mayoría durante los años 1980.

## Palmarés
- Superliga de Nueva Caledonia: 3

1983, 1987, 1988
- Copa de Nueva Caledonia: 6

1981, 1985, 1986, 1990, 1994, 1997
- PH Sud: 1

2023